# Dienis Płatonow
Dienis Aleksandrowicz Płatonow, ros. Денис Александрович Платонов (ur. 6 listopada 1981 w Saratowie) – rosyjski hokeista, reprezentant Rosji, trener. 
Jego syn Jurij (ur. 2000) także został hokeistą.

## Kariera zawodnicza
- Kristałł 2 Saratów (1997-1998, 1999-2001)
- Łada 2 Togliatti (1997/1998)
- Kristałł Saratów (1998-2002)
- Ak Bars Kazań (2002-2003)
- Milwaukee Admirals (2003)
- Ak Bars Kazań (2003-2005)
- Nieftiechimik Niżniekamsk (2005)
- Mietałłurg Magnitogorsk (2005-2011)
- Awangard Omsk (2011)
- Saławat Jułajew Ufa (2011-2012)
- Mietałłurg Magnitogorsk (2012-2019)

Od 2011 do 2012 był graczem Saławata Jułajew Ufa. Od 2012 zawodnik Mietałłurga Magnitogorsk. Po zakończeniu występów tej drużyny w sezonie KHL (2018/2019) ogłoszono zakończenie kariery zawodniczej przez Płatonowa.

## Kariera trenerska
- Stalnyje Lisy Magnitogorsk (2019-2020), asystent trenera
- Stalnyje Lisy Magnitogorsk (2020-2021), główny trener

W maju 2019 wszedł do sztabu trenerskiego zespołu juniorskiego Stalnyje Lisy Magnitogorsk. W marcu 2020 został p.o. głównego trenera tej drużyny. Na początku grudnia 2020 został etatowym głównym trenerem tej drużyny. Po sezonie MHL (2020/2021) ustąpił ze stanowiska.

## Sukcesy
Klubowe
- Brązowy medal mistrzostw Rosji: 2004 z Ak Barsem, 2006, 2008, 2009 z Mietałłurgiem Magnitogorsk
- Złoty medal mistrzostw Rosji: 2007, 2014, 2016 z Mietałłurgiem Magnitogorsk
- Puchar Spenglera: 2005 z Mietałłurgiem Magnitogorsk, 2014 z Mietałłurgiem Magnitogorsk
- Puchar Mistrzów: 2008 z Mietałłurgiem Magnitogorsk
- Puchar Gagarina – mistrzostwo KHL: 2014, 2016 z Mietałłurgiem Magnitogorsk
- Finał o Puchar Gagarina: 2017 z Mietałłurgiem Magnitogorsk
- Srebrny medal mistrzostw Rosji: 2017 z Mietałłurgiem Magnitogorsk

Indywidualne
- KHL (2010/2011): najlepszy napastnik miesiąca - wrzesień 2010